# Morten Müller
Morten Müller (Holmestrand, Vestfold megye, 1828. február 29. – Düsseldorf, 1911.  február 10.) norvég tájképfestő, grafikus.

## Élete
Trondheimben járt iskolába. Szorgalmasan másolta a Németországban alkotó norvég festők hazaküldött képeit. A rajziskolát nem fejezte be. 1847 áprilisában Düsseldorfban Adolph Tidemand és Hans Gude magántanítványa lett, később a művészeti akadémián Johann Wilhelm Schirmer osztályában tanult. August Cappelen, Oswald és Andreas Achenbach is jelentősen hatottak festészetére. 
1848 nyarán a Németországban élő norvég festőkkel visszatért hazájába a német forradalom miatt. Johan Fredrik Eckersberggel és két másik festővel tanulmányutat tett Nordmarkaba. Christiániában gyakran látogatta Hans Gude műtermét, ahol festőművészekkel találkozott.   
1852-ben elismerő cikk jelent meg róla egy német művészeti lapban. Az elismerést az Oslo-fjord környéke festménye hozta meg számára. A kép dicséretben részesült a párizsi világkiállításon 1855-ben.
Ezekben az években fákkal övezett tavakat, sötét tűnyalábos fenyőerdőket, fjordokat, és magas hegyeket festett. 
1866-tól Norvégiában élt. 1870-ben elhunyt Johan Fredrik Eckersberg. A festőiskoláját Knud Bergsliennel együtt vezette tovább. 1873-ban végleg Düsseldorfba költözött, és ott élt haláláig.

## Galéria

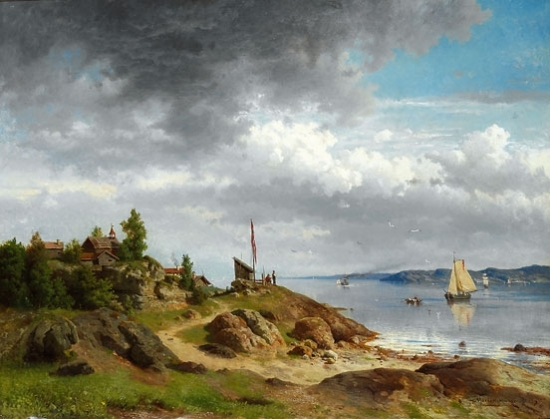
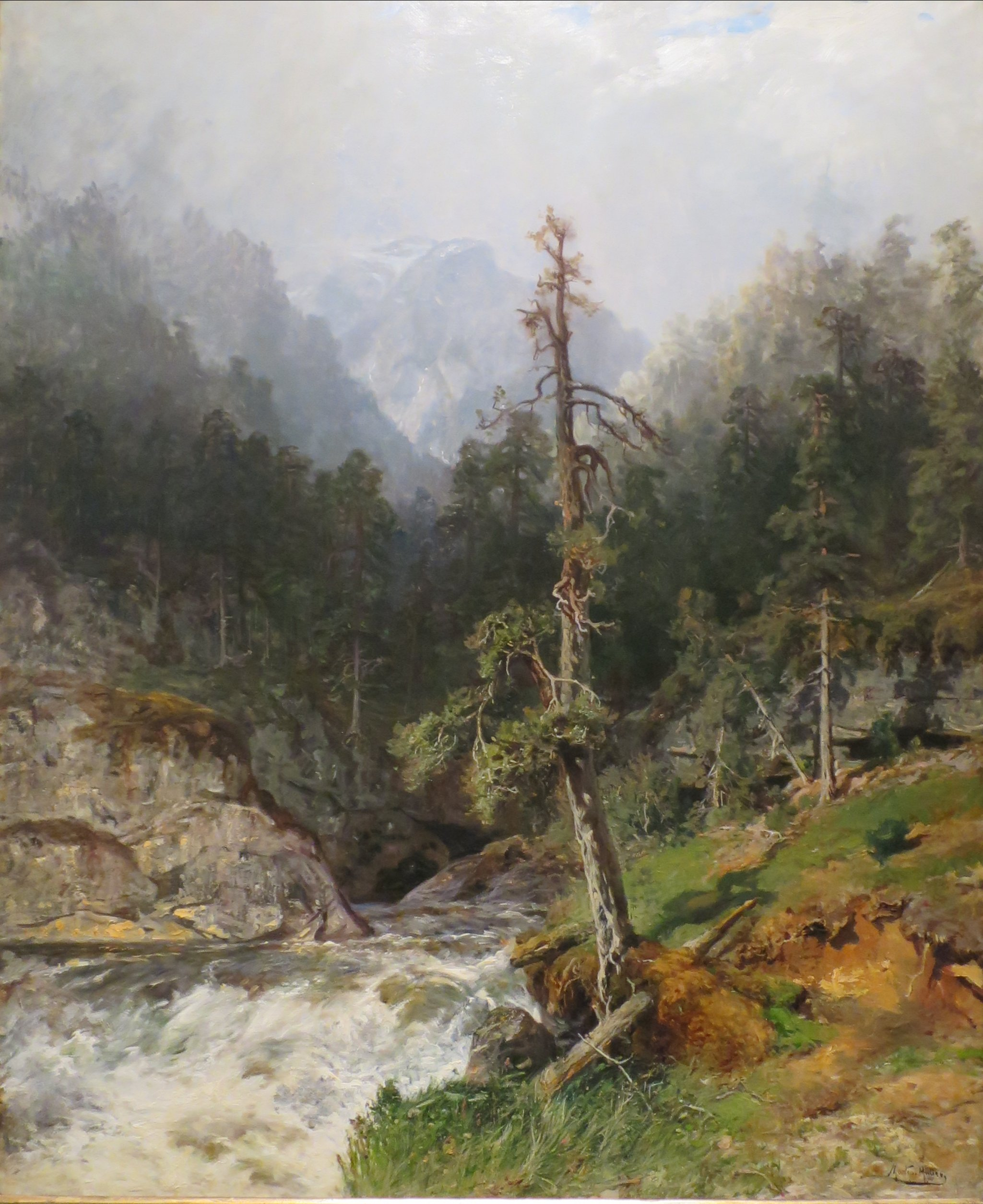
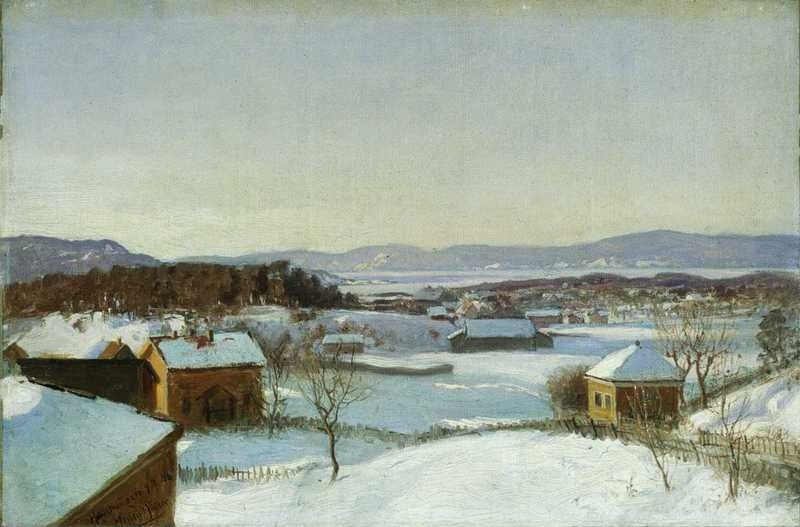
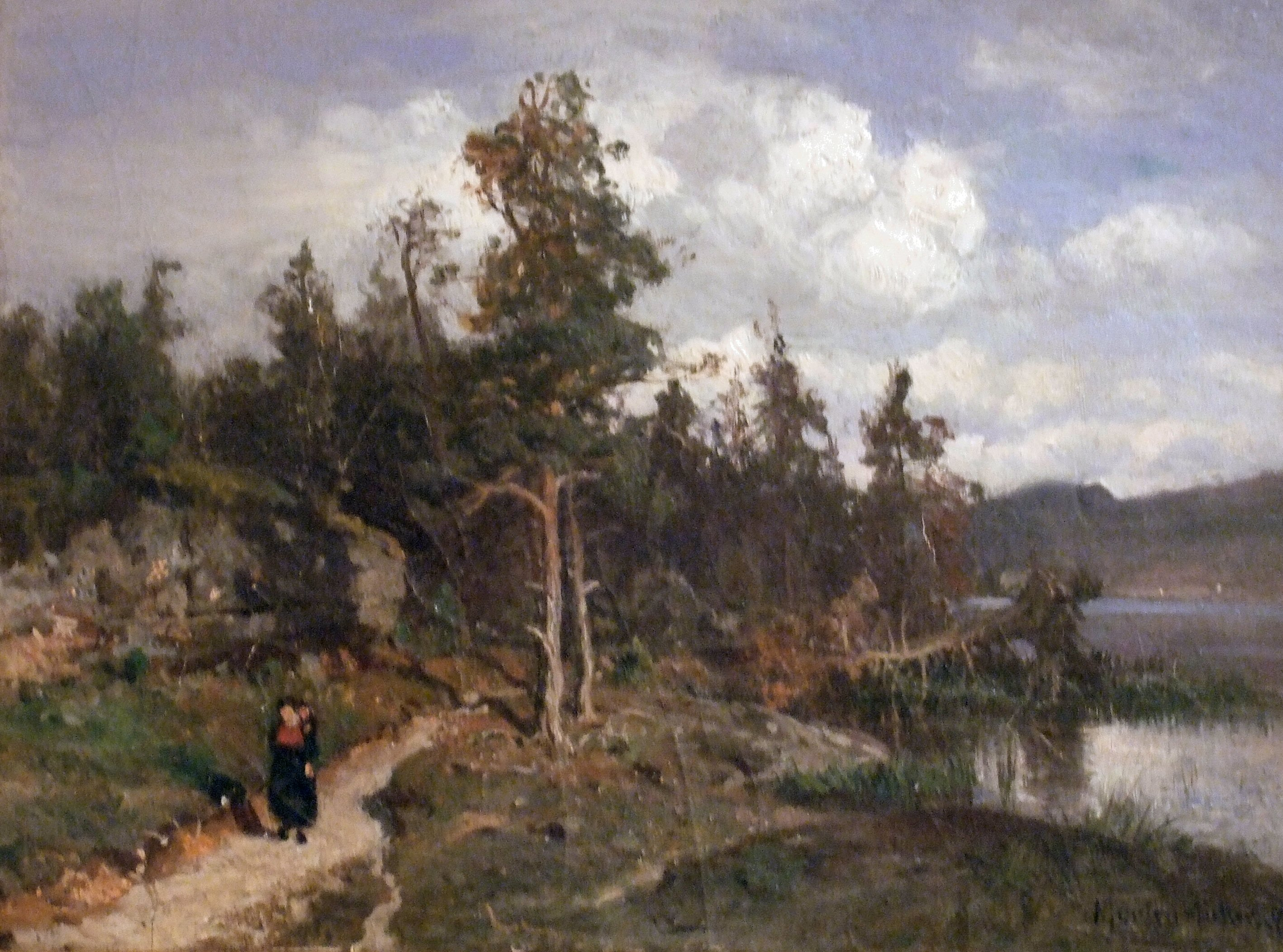
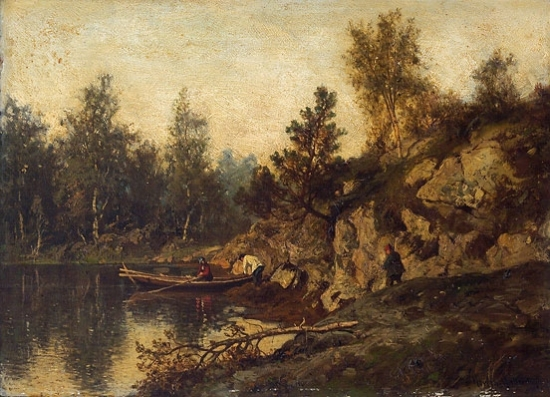
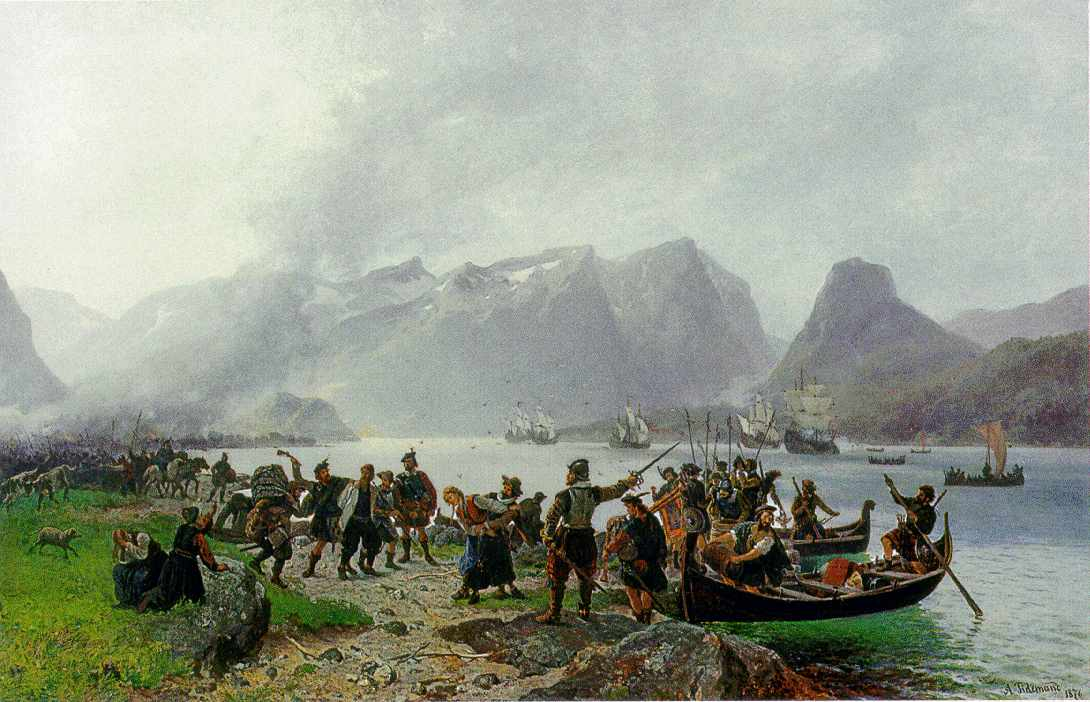